# All Alone Am I
| Recensione | Giudizio |
| ---------- | -------- |
| AllMusic   | [ 1 ]    |

All Alone Am I è un album discografico di Brenda Lee, pubblicato dalla casa discografica Decca Records nel febbraio del 1963.

## Tracce
Registratazioni effettuate al Columbia Recording Studio di Nashville
Lato A
1. All Alone Am I – 2:45 (Arthur Altman, Manos Hadjidakis) – Registrato il 9 agosto 1962
2. By Myself – 2:11 (Howard Dietz, Arthur Schwartz) – Registrato l'8 dicembre 1962
3. I Left My Heart in San Francisco – 2:48 (Douglas Cross, George Cory) – Registrato il 9 dicembre 1962
4. It's All Right with Me – 2:40 (Cole Porter) – Registrato il 9 dicembre 1962
5. My Coloring Book – 3:50 (Fred Ebb, John Kander) – Registrato il 9 dicembre 1962
6. My Prayer – 2:45 (Jimmy Kennedy, Georges Boulanger) – Registrato l'8 dicembre 1962

Lato B
1. Lover – 2:16 (Lorenz Hart, Richard Rodgers) – Registrato il 9 dicembre 1962
2. All by Myself – 2:36 (Irving Berlin) – Registrato il 9 dicembre 1962
3. What Kind of Fool Am I? – 2:16 (Anthony Newley, Leslie Bricusse) – Registrato il 12 dicembre 1962
4. Come Rain or Come Shine – 2:32 (Johnny Mercer, Harold Arlen) – Registrato il 12 dicembre 1962
5. Hadn't Anyone Till You – 2:37 (Ray Noble) – Registrato l'8 dicembre 1962
6. Fly Me to the Moon – 2:22 (Bart Howard) – Registrato il 12 dicembre 1962

## Musicisti
All Alone Am I
- Brenda Lee - voce
- Grady Martin - chitarra
- Harold Bradley - chitarra
- Ray Edenton - chitarra
- Floyd Cramer - pianoforte
- Boots Randolph - sassofono
- Bob Moore - contrabbasso
- Buddy Harman - batteria
- Anita Kerr Singers - accompagnamento vocale, cori
- Owen Bradley - produttore

By Myself / My Prayer / Hadn't Anyone Till You
- Brenda Lee - voce
- Grady Martin - chitarra
- Harold Bradley - chitarra
- Ray Edenton - chitarra
- Floyd Cramer - pianoforte
- Boots Randolph - sassofono
- Bob Moore - contrabbasso
- Buddy Harman - batteria
- Anita Kerr Singers - accompagnamento vocale, cori
- Owen Bradley - produttore

I Left My Heart in San Francisco / It's All Right with Me / My Coloring Book / Lover / All by Myself
- Brenda Lee - voce
- Grady Martin - chitarra
- Harold Bradley - chitarra
- Ray Edenton - chitarra
- Floyd Cramer - pianoforte
- Boots Randolph - sassofono
- Bob Moore - contrabbasso
- Anita Kerr Singers - accompagnamento vocale, cori
- Owen Bradley - produttore

What Kind of Fool Am I? / Come Rain or Come Shine / Fly Me to the Moon
- Brenda Lee - voce
- Grady Martin - chitarra
- Harold Bradley - chitarra
- Ray Edenton - chitarra
- Floyd Cramer - pianoforte
- Boots Randolph - sassofono
- Bob Moore - contrabbasso
- Buddy Harman - batteria
- Anita Kerr Singers - accompagnamento vocale, cori
- Owen Bradley - produttore[3]